# شجرة العائلة في كوريا
تتكون شجرة العائلة الكورية من ثلاثة أفرع رئيسية هي:

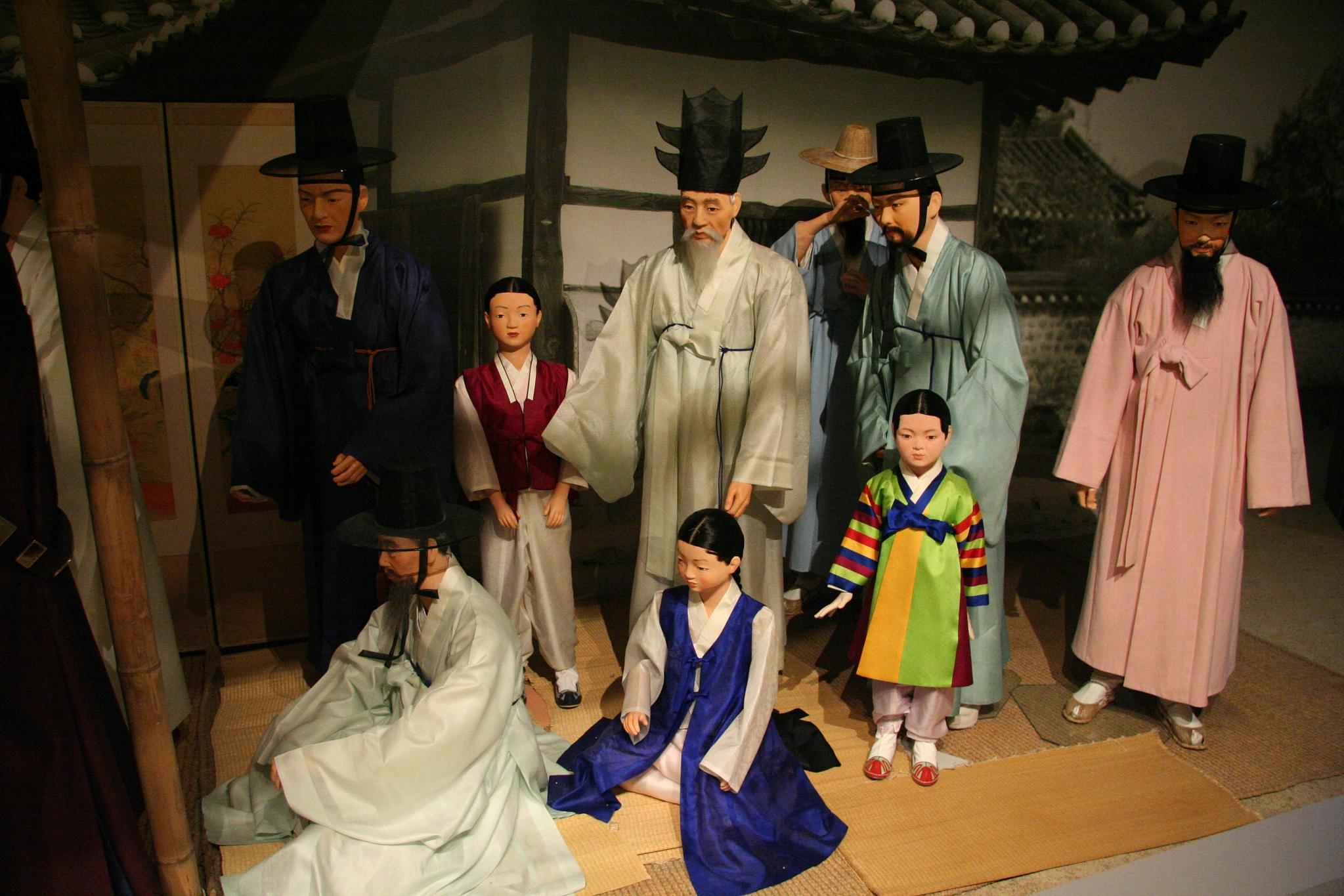

## فرع العائلة الأساسية
تتكون العائلة الاساسية كالآتي:

### أولاً: العائلة الصغيرة
في اللغة الكورية عامة كلمة الجد تعني 할아버지 (هاراآبوچى) وتعني كلمة الجدة할머니(هاراآبوچى)، ولكن إذا اراد المتحدث التفريق بين الجد أو الجدة من ناحية الأب ومن ناحية الأم يستخدم سابقة أو المزيد المقدم(prefix, 접두사) ليفرق بينهما. فتضاف السابقة «تشين..친» تدل على ناحية الأب و «وي..외» لتدل على ناحية الأم. وهذا ما نجده في الجدول التالي:
| اللقب بالعربية        | اللقب بالكورية | النطق          | ملاحظات أخرى                                                           |
| --------------------- | -------------- | -------------- | ---------------------------------------------------------------------- |
| الجد (من ناحية الأب)  | 친할아버지     | تشين هاراآبوچى | ويمكن ان نحذف المقطع الأول منها (تشين..친) لتصبح (هاراآبوچى..할아버지) |
| الجدة (من ناحية الأب) | 친할머니       | تشين هال مونى  | ويمكن ان نحذف المقطع الأول منها (تشين..친) لتصبح (هال مونى..할머니)    |
| الجد (من ناحية الأم)  | 외할아버지     | وى هارآبوچى    | و يدل المقطع (وى..외) على ناحية الأم                                   |
| الجدة (من ناحية الأم) | 외할머니       | وى هال مونى    | ويدل المقطع (وى..외) على ناحية الأم                                    |
| الأب                  | 아버지         | آبوچى          | تستخدم هذه الكلمة عند منادته بطريقة رسمية                              |
| الأب                  | 아빠           | آبّا            | تستخدم هذة الكلمة عند منادته بطريقة غير رسمية (عفوية)                  |
| الأم                  | 어머니         | اومونى         | تستخدم هذه الكلمة عند مناداتها بطريقة رسمية                            |
| الأم                  | 엄마           | اومّا           | تستخدم هذه الكلمة عند مناداتها بطريقة غير رسمية (عفوية)                |
| الابناء               | 자식           | ڿاشيك          | وتعنى الابن أو الأبناء                                                 |
| الابن                 | 아들           | آَديلّ           | وتستخدم عند الاشارة للابن                                              |
| الابنة                | 딸             | تالّ            | و تستخدم عند الاشارة لل ابنة                                           |

تتميز اللغة الكورية عن غيرها فيما يخص ألقاب العائلة ان لقب الشخص المنادى لا يعتمد على مكانتة وعمرة فقط، وإنما أيضا مكانة وعمر الشخص الذي ينادى عليه، ليس هذا فحسب وإنما يتوقف على الجنس أيضاً. وتختلف الالقاب حسب الجنس والعمر كما يوضحه الجدول الآتى:
|              | الأخ الأكبر | الأخت الكبرى                           | الأخ الأصغر                                                        | الأخت الصغرى                                                         |
| ------------ | --- | -------------------------------------- | ------------------------------------------------------------------ | -------------------------------------------------------------------- |
| الولد        | هيونغ..형 | نونا..누나                             | نام دونغ سينغ..남동생                                              | يودونغ سينغ..여동생                                                  |
| البنت        | اوبا..오빠 | اونى..언니                             | نام دونغ سينغ..남동생                                              | يودونغ سينغ..여동생                                                  |
| ملاحظات أخرى | تستخدم كلمة(هيونغ) عند التعامل مع الأشخاص الأكبر سناً وليس فقط الأخ من الأب والأم، كما تستخدم كلمة (اوبا) للاشارة إلى الحبيب | تستخدم مع البنت الأكبر سناً احتراما لها | عادة يستخدم (دونغ سينغ..동생) فقط والمقطع (نام.남)يشير إلى انه ذكر | عادة يستخدم (دونغ سينغ..동생) فقط والمقطع (يو.여) يشير إلى انها انثى |

### ثانياً: العائلة الممتدة
| اللقب بالعربية            | اللقب بالكورية | النطق            | ملاحظات أخرى                                                               |
| ------------------------- | -------------- | ---------------- | -------------------------------------------------------------------------- |
| أب الجد (او جد الاب)      | 증조할아버지   | چينغجو هارابوچى  |                                                                            |
| أم الجد (جدة الام)        | 증조할머니     | جينغجو هالّمونى   |                                                                            |
| الجدين                    | 조부모         | جو بو مو         | و تلطق على والدى الوالدين                                                  |
| العم أو الخال             | 삼촌           | سام تشون         | و تطلق على الدرجة الثالثة من القرابة سواء من ناحية الاب أو الام            |
| العم الأكبر               | 큰아버지       | كين ابوچى        | يطلق على العم الأكبر سناً من الوالد ويمكن ان يطلق عليه أيضا (بيك بو.. 백부) |
| العم الأصغر               | 작은아버지     | چاكين ابوچى      | تطلق على العم الأصغر سناً من الوالد ويمكن ان يطلق عليه أيضا (سوك بو.. 숙부) |
| مرات العم الأصغر          | 작은어머니     | چاكين امونى      | مرات العم الأصغر من الوالد ويمكن ان تكون أيضا (سوك مو..숙모)               |
| مرات العم الأكبر          | 백모           | بيك مو           | مرات العم الكبر سناً من الوالد                                              |
| العمة                     | 고모           | كو مو            |                                                                            |
| زوج العمة                 | 고모부         | كو مو بو         |                                                                            |
| الخالة                    | 이모           | إي مو            |                                                                            |
| زوج الخالة                | 이모부         | إي مو بو         |                                                                            |
| ابن العم أو الخال         | 사촌           | ساتشون           | ويطلق هذا اللقب على كل من نرتبط به من الدرجة الرابعة من القرابة            |
| ابنة العم أو الخال        | 사촌언니       | ساتشون اونى      | وتنادى بها البنت على ابنة العم أو الخال الأكبر منها سناً                    |
| ابنة العم أو الخال        | 사촌누나       | ساتشون نونا      | وينادى بها الولد على ابنة العم أو الخال الأكبر منه سناً                     |
| ابن العم أو الخال         | 사촌오빠       | ساتشون اوبا      | وتنادى بها البنت على ابن العم أو الخال الأكبر منها سناً                     |
| ابن العم أو الخال         | 사촌형         | ساتشون هيونغ     | وينادى بها الولد على ابن العم أو الخال الأكبر منه سناً                      |
| ابن أو ابنة العم أو الخال | 사촌동생       | ساتشون دونغ سينغ | وينادى بها الولد أو البنت على ابن أو ابنة العم الأصغر منهم سناً             |
| ابن أو ابنة العم          | 고촌사촌       | كوتشون ساتشون    | تستخدم مع اقارب عائلة الأب فقط                                             |
| ابن أو ابنة الخال         | 이촌사촌       | إي تشون ساتشون   | تستخدم مع اقارب عائلة الأم فقط                                             |
| ابن الأخ                  | 조카           | جوكا             |                                                                            |
| بنت الأخ                  | 조카딸         | چوكا تالّ         | يدل المقطع (تال.. 딸) على انها بنت                                         |
| الحفيد                    | 손자           | سون چا           | يدل المقطع (چا..자) على انه ذكر                                            |
| الحفيدة                   | 손녀           | سونّيو            | يدل المقطع (نيو..녀) على انها انثى                                         |

## فرع عائلة الزوج (عندما تتزوج امرأة من رجل كوري)
عندما تتزوج امرأة من رجل كورى فإن ألقاب عائلته بالنسبة لها تكون كالآتى:
| اللقب بالعربية    | اللقب بالكورية | النطق        | ملاحظات أخرى                                                                |
| ----------------- | -------------- | ------------ | --------------------------------------------------------------------------- |
| أب الزوج (الحمى)  | 시아버지       | شى آبوچى     | تستخدم للإشارة إلى أب الزوج وأب الزوجة أيضا، رسمية                          |
| أب الزوج (الحمى)  | 아버님         | آبونيم       | تستخدم بطريقة غير رسمية (عفوية)                                             |
| أم الزوج (الحماة) | 시어머니       | شى اومونى    | تستخدم للإشارة إلى أم الزوج وأم الزوجة ايضاً، رسمية                          |
| أم الزوج (الحماة) | 어머님         | اومونيم      | تستخدم بطريقة غير رسمية (عفوية)                                             |
| أخ الزوج الأكبر   | 시아주버니     | شى آَچوبونى   |                                                                             |
| أخت الزوج         | 시누이         | شى نو يى     | تستخدم للإشارة إلى الاخت الكبرى أو الصغرى ويمكن ان تنادى بـ (آجاشّى..아가씨) |
| أخ الزوج الأصغر   | 시동생         | شى دونغ سينغ | ويمكن ان ينادى أيضا بـ (دوريونيم..도련님)                                   |
| الزوج             | 남편           | نام بيون     | و تستخدم كثيرا عند الإشارة إلى الزوج عموما                                  |
| الزوج             | 신랑           | شيللان       | تستخدم للاشارة إلى المتزوج حديثاً، وتطلق على العريس ايضاً                     |

## فرع عائلة الزوجة (عندما يتزوج رجل من امرأة كورية)
عندما يتزوج رجل من امرأة كورية فإن ألقاب عاتلتها بالنسبة له تكون كالآتى:
| اللقب بالعربية     | اللقب بالكورية | النطق         | ملاحظات أخرى                                                                    |
| ------------------ | -------------- | ------------- | ------------------------------------------------------------------------------- |
| عائلة الزوجة       | 처부모         | تشوبومو       | تلطلق على والدى الزوجة                                                          |
| أب الزوجة (الحمى)  | 장인           | جانغ ان       | وعند استخدامها للنداء عليه تكون (جانغ اين اورين..장인어른) وهى تدل على الاحترام |
| أم الزوجة (الحماة) | 장모           | چانغ نو       | وعند استخدامها للنداء عليها تكون (جانونيّم..장모님) وهى تدل على الاحترام         |
| أخ الزوجة          | 처남           | تشو نام       | تستخدم للأخ الأكبر أو الأصغر                                                    |
| أخ الزوجة الأكبر   | 큰처남         | كين تشو نام   | يدل المقطع (كين..큰) على الأكبر                                                 |
| أخ الزوجة الأصغر   | 작은처남       | جاكين تشو نام | يدل المقطعان (جاكين.. 작은) على الأصغر                                          |
| أخت الزوجة الكبرى  | 처형           | تشو هيونغ     |                                                                                 |
| أخت الزوجة الصغرى  | 처제           | تشو جيه       |                                                                                 |
| الزوجة             | 아내           | انيه          | تستخدم بطريقة رسمية                                                             |
| الزوجة             | 집사람         | جيب سارام     | بمعنى صاحبة المنزل أو المسئولة عن المنزل                                        |
| الزوجة             | 와이프         | وايف          | و هى كلمة مأخوذة من اللغة الإنجليزية                                            |